# Jüdischer Friedhof (Bleicherode)

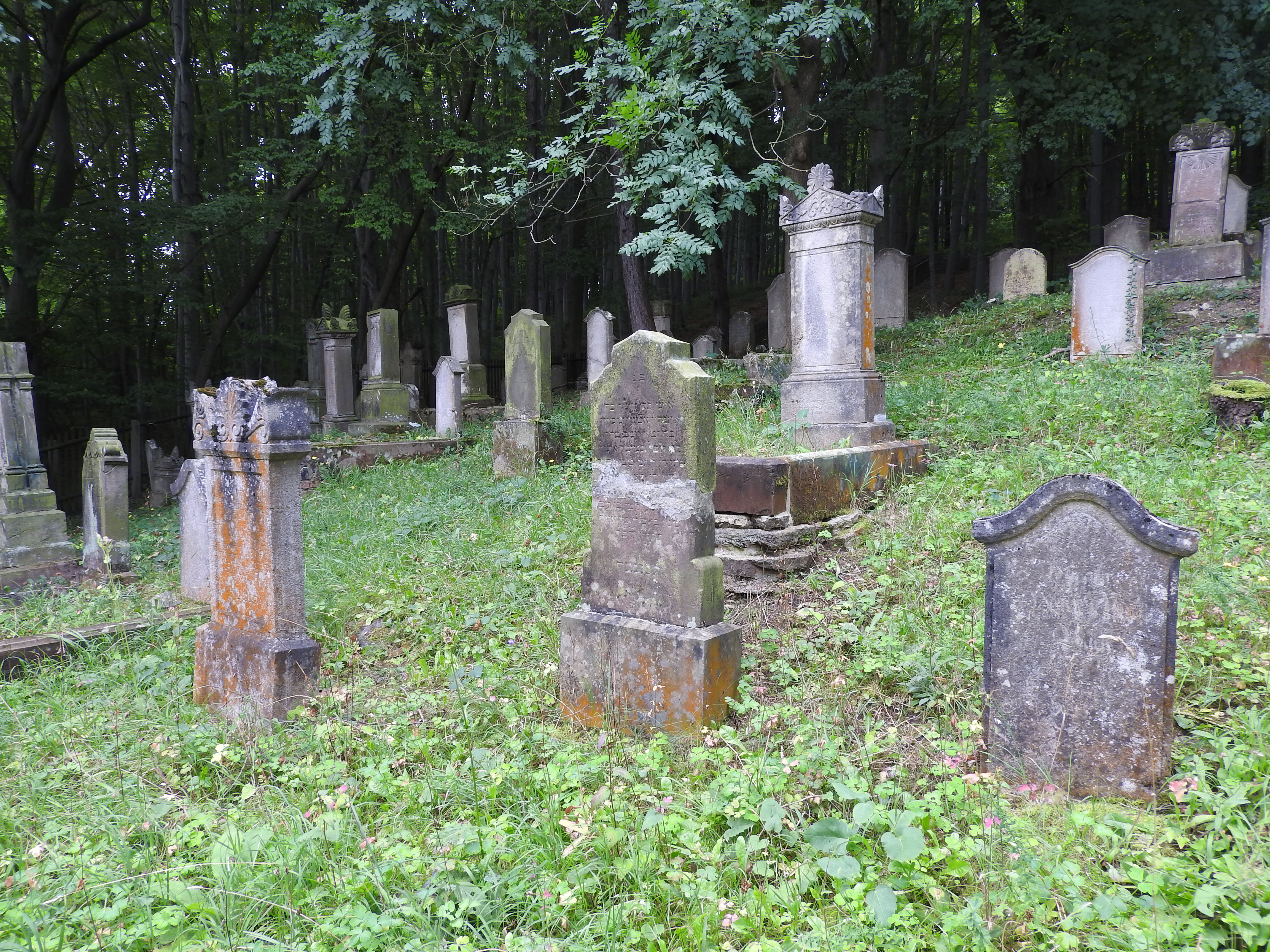
Teilansicht des Friedhofs

Der Jüdische Friedhof Bleicherode liegt am Vogelberg in Bleicherode im Landkreis Nordhausen in Thüringen.

## Beschreibung
Der 1800 m² große, terrassenförmig angelegte jüdische Friedhof liegt oberhalb der Schustergasse im Süden der Stadt. Er ist erreichbar über einen von der Straße „Vogelberg“ abzweigenden Waldweg. Auf dem Friedhof, der um das Jahr 1660 angelegt wurde, sind etwa 220 Grabstätten vorhanden. Der Südteil des Friedhofs, der an den Bleicheröder Forst angrenzt, geht in Wald über.